# Сеспедес, Касиано
Касиано Сеспедес (исп. Casiano Cespedes; 1924, Парагвай — неизвестно) — парагвайский футболист, защитник. Участник чемпионата мира 1950 года, двукратный серебряный призёр чемпионата Южной Америки 1947 и 1949 годов.

## Биография
Касиано Сеспедес родился в 1924 году.
Играл в футбол на позиции защитника. В 1945—1953 годах выступал в чемпионате Парагвая за «Олимпию» из Асунсьона. 
С конца 1940-х годов играл за сборную Парагвая.
В 1947 году завоевал серебряную медаль чемпионата Южной Америки в Гуаякиле. Провёл 8 матчей, мячей не забивал.
В 1949 году завоевал серебряную медаль чемпионата Южной Америки в Бразилии. Провёл 7 матчей, мячей не забивал.
В 1950 году вошёл в состав сборной Парагвая на чемпионате мира в Бразилии, где она не вышла из группы. Полностью отыграл оба матча против сборных Швеции (2:2) и Италии (0:2). 
Дата смерти неизвестна.

## Достижения

### Командные
Сборная Парагвая
- Серебряный призёр чемпионата Южной Америки (2): 1947, 1949.